# 원선로
원선로(Wonseon-ro) 안산시 단원구 백운동 협성연립삼거리 에서 안산시 단원구 선부동를 잇는 도로이다.

## 주요 경유지
경기도
- 안산시 단원구 (백운동 . 선부동)

## 노선
| 이름             | 접속 노선                | 소재지 | 소재지 | 비고 |
| ---------------- | ------------------------ | ------ | ------ | ---- |
| 협성연립삼거리   | 국도 제39호선 (중앙대로) | 안산시 | 단원구 |      |
| 원선파출소사거리 | 화랑로                   | 안산시 | 단원구 |      |
| (이름 없음)      | 선부광장1로              | 안산시 | 단원구 |      |

## 주요건물및 시설
- 오토오아시스 원곡점 (원선로 11/원곡동 820-12)
- 안산원초우편취급국 (원선로 19/원곡동 820-8)
- 백운동행정복지센터 (원선로 31/원곡동 820-1)
- 원선파출소 (원선로 33/원곡동 820-3)
- 안산서초등학교 (원선로 67/원곡동 936-4)
- 원곡중학교 (원선로 81/원곡동 936-1)
- 원일초등학교 (원선로 113/선부1동 962)